# تشايلتشيس
بلدية تشايلتشيس (بالإسبانية: Chilches)‏، هي إحدى بلديات مقاطعة كاستيلون التي تقع في منطقة بلنسية، في شرق إسبانيا.
يبلغ عدد سكانها 2.638 نسمة وفقاً لإحصائية سنة (2006).